# Volewijck
Volewijck è un quartiere nello stadsdeel di Amsterdam-Noord, nella città di Amsterdam.